# Néstor Gorosito
Néstor Gorosito (sinh ngày 14 tháng 5 năm 1964) là một cầu thủ bóng đá người Argentina.

## Đội tuyển bóng đá quốc gia Argentina
Néstor Gorosito thi đấu cho đội tuyển bóng đá quốc gia Argentina từ năm 1989 đến 1997.

## Thống kê sự nghiệp
| Đội tuyển bóng đá Argentina | Đội tuyển bóng đá Argentina | Đội tuyển bóng đá Argentina |
| Năm                         | Trận                        | Bàn                         |
| --------------------------- | --------------------------- | --------------------------- |
| 1989                        | 5                           | 0                           |
| 1990                        | 2                           | 0                           |
| 1991                        | 0                           | 0                           |
| 1992                        | 2                           | 0                           |
| 1993                        | 8                           | 0                           |
| 1994                        | 0                           | 0                           |
| 1995                        | 0                           | 0                           |
| 1996                        | 0                           | 0                           |
| 1997                        | 2                           | 1                           |
| Tổng cộng                   | 19                          | 1                           |